# 格达乡
格达乡（藏語：རྒྱས་དར།།，威利转写：rgyas dar）是中国西藏自治区拉萨市当雄县下辖的一个乡。

## 行政区划
格达乡下辖以下地区：
格达村、羊易村、甲多村和央热村。